# Darkened Room
Darkened Room est un film américain de court métrage réalisé par David Lynch sorti en 2002 avec Jordan Ladd et Cerina Vincent.